# Karen Armstrong
Karen Armstrong, född 14 november 1944 i Wildmoor, Worcestershire, är en brittisk författare som är verksam vid Leo Baeck College for the Study of Judaism i London. Vid 18 års ålder 1962 anslöt hon sig till den romersk-katolska organisationen Society of the Holy Child Jesus, där hon avancerade till nunna. År 1969  lämnade hon klosterlivet för att studera modern litteratur vid universitetet i Oxford. Armstrong anses av många vara en auktoritet inom sitt ämnesområde och hon har medverkat i flera TV-program, däribland en dokumentärserie i sex delar om Paulus, samt författat en rad böcker om tro och religion. 
Armstrong mottog Muslim Public Affairs Council's Media Award år 1999, New York Open Center Gala Honours år 2004,, TED Prize år 2008, Roosevelt Institutes Four Freedoms Medals Freedom of Worship år 2008 och Kunskapspriset Internationella hederspriset år 2011. Hon har tilldelats titeln hedersdoktor av Aston University 2006 och av St Andrews universitet 2011.. Armstrong är även medlem i Jesusseminariet.